# ACOT4
ACOT4 (англ. Acyl-CoA thioesterase 4) – білок, який кодується однойменним геном, розташованим у людей на короткому плечі 14-ї хромосоми. Довжина поліпептидного ланцюга білка становить 421 амінокислот, а молекулярна маса — 46 327.
| 10         |  | 20         |  | 30         |  | 40         |  | 50         |
| ---------- |  | ---------- |  | ---------- |  | ---------- |  | ---------- |
| MSATLILEPP |  | GRCCWNEPVR |  | IAVRGLAPEQ |  | RVTLRASLRD |  | EKGALFRAHA |
| RYCADARGEL |  | DLERAPALGG |  | SFAGLEPMGL |  | LWALEPEKPF |  | WRFLKRDVQI |
| PFVVELEVLD |  | GHDPEPGRLL |  | CQAQHERHFL |  | PPGVRRQSVR |  | AGRVRATLFL |
| PPGPGPFPGI |  | IDIFGIGGGL |  | LEYRASLLAG |  | HGFATLALAY |  | YNFEDLPNNM |
| DNISLEYFEE |  | AVCYMLQHPQ |  | VKGPGIGLLG |  | ISLGADICLS |  | MASFLKNVSA |
| TVSINGSGIS |  | GNTAINYKHS |  | SIPPLGYDLR |  | RIKVAFSGLV |  | DIVDIRNALV |
| GGYKNPSMIP |  | IEKAQGPILL |  | IVGQDDHNWR |  | SELYAQTVSE |  | RLQAHGKEKP |
| QIICYPGTGH |  | YIEPPYFPLC |  | PASLHRLLNK |  | HVIWGGEPRA |  | HSKAQEDAWK |
| QILAFFCKHL |  | GGTQKTAVPK |  | L          |  |            |  |            |

A: Аланін

C: Цистеїн

D: Аспарагінова кислота

E: Глутамінова кислота

F: Фенілаланін

G: Гліцин

H: Гістидин

I: Ізолейцин

K: Лізин

L: Лейцин

M: Метіонін

N: Аспарагін

P: Пролін

Q: Глутамін

R: Аргінін

S: Серин

T: Треонін

V: Валін

W: Триптофан

Кодований геном білок за функціями належить до гідролаз, серинових естераз. 
Задіяний у такому біологічному процесі, як ацетилювання. 
Локалізований у пероксисомах.